# Michel Pineda
Michel Pineda (Gien, 9 giugno 1964) è un ex calciatore spagnolo, di ruolo attaccante.

## Carriera

### Club
Nato in Francia da una famiglia spagnola, esordisce nel calcio professionistico nell'Auxerre. Nel 1984 si trasferisce all'Espanyol, andando in doppia cifra sul piano realizzativo in due campionati di massima serie (14 reti nel 1984-85 e 13 gol nel 1986-87), fa poi parte della squadra che raggiunge la Finale della Coppa UEFA 1987-1988, persa ai rigori contro il Bayer Leverkusen.
Resta nella squadra di Barcellona fino al 1990, quando torna in Francia per giocare con il Tolone, dove rimane per tre stagioni. 
Nel 1993 fa ritorno in Spagna, militando prima nel Racing Santander, poi nel UE Lleida e infine nell'Alavés, dove chiude la carriera a 32 anni.

### Nazionale
Ha disputato 7 partite, segnando una rete, nella nazionale spagnola Under 21, vincendo il campionato europeo di categoria nel 1986.
Ha anche disputato una partita nella Nazionale Under 23.

## Palmarès

### Nazionale

#### Competizioni giovanili
- Campionato d'Europa Under-21: 1

1986